# Locomotiva FS 950
Le locomotive a vapore del gruppo 950 erano macchine del tipo locotender, a vapore saturo e a semplice espansione, progettate per i servizi suburbani della Rete Mediterranea (ove erano immatricolate nel gruppo 6901-7000 RM), che confluirono dopo il 1905 nel parco delle FS.

## Storia
Le locomotive a vapore del gruppo 950 FS sono il frutto dell'ultimo lavoro progettuale dell'Ufficio d'Arte di Torino della Rete Mediterranea prima del suo incorporamento nella rete statale delle Ferrovie dello Stato. Progettate nei primi anni del XX secolo e immatricolate come RM 6901-6906, fecero appena in tempo ad entrare in servizio che videro cambiata la propria numerazione in locomotive 950.001-006 secondo le tipologie adottate dalle FS. Erano state infatti consegnate dalla fabbrica Sachsische March Fabrik di Chemnitz nell'anno 1905, poco prima della statalizzazione della rete ferroviaria italiana. 
Rimasero limitate al primo lotto di costruzione di sei unità e non ebbero più seguito. Dopo la modifica voluta dall'Ufficio d'arte di Firenze delle Ferrovie dello Stato, private del doppio comando, furono adibite ai servizi di linea sulla Asti-Chivasso. Risultano nel catalogo delle locomotive delle Ferrovie dello Stato del 1922, ma non è chiaro l'anno di radiazione dal servizio.

## Caratteristiche
Le 950 erano, in origine, locomotive a vapore saturo e a doppia espansione a 3 cilindri, i due esterni a bassa pressione e quello interno ad alta pressione. La coppia motrice veniva applicata sul primo asse motore dal cilindro ad alta pressione interno e sul secondo asse motore dai due cilindri a bassa pressione esterni. La caldaia, della lunghezza di 7,286 m, era collaudata per la pressione massima di esercizio di 15 bar, con una superficie di riscaldamento del forno di 8,6 metri quadrati e in grado di fornire una produzione oraria di vapore saturo di 5.100 kg.
Il progetto teneva conto sia della distribuzione dei pesi che della simmetria del rodiggio, 2-3-2, per rendere la locomotiva capace di sviluppare la medesima velocità sia in marcia avanti che in marcia indietro. A tale scopo era anche fornita di doppio posto di comando a destra e a sinistra; ciò consentiva di non dover girare la locomotiva nelle piccole stazioni di testa delle linee, rendendola particolarmente adatta al tipo di servizio viaggiatori suburbano.
Con una potenza di 490 CV, sviluppavano una velocità di circa 80 km/h. 
Le locomotive erano munite di freno ad aria compressa automatico e moderabile e di condotta per il riscaldamento a vapore delle carrozze viaggiatori rimorchiate.
La 950.005 era atta alla frenatura a controvapore.
Vennero costruite in soli 6 esemplari nel 1905. Qualche tempo dopo il passaggio alle FS vennero modificate e semplificate, eliminando il terzo cilindro (ad alta pressione). Divennero così locomotive a 2 cilindri e a semplice espansione. Venne anche abbassata a 12 bar la pressione massima di taratura della caldaia.